# Liga de Campeones de la AFC 2012
La Liga de Campeones de la AFC 2012 fue la 31.ª edición de dicha competición organizada por la Confederación Asiática de Fútbol (AFC) y la 10.ª bajo el formato actual de Liga de Campeones de la AFC. Se disputó entre el 10 de febrero y el 10 de noviembre de 2012. El ganador del torneo, el Ulsan Hyundai, representó a la AFC en la Copa Mundial de Clubes de la FIFA 2012 en Japón.

## Recolocación de clubes por asociaciones
La AFC aprobó los criterios para la participación en las temporadas 2011 y 2012. La fecha de la decisión final se estableció después de la reunión del Comité Ejecutivo en noviembre de 2010.
El 30 de noviembre de 2009, la AFC ha anunciado que estaban dispuestos a unirse a la ACL doce asociaciones más, además de las diez asociaciones nacionales participantes. Singapur se retiró más adelante.

### Participantes por asociación
Se anunció en un principio que la asignación para la entrada a la Liga de Campeones de la AFC 2012 seguiría siendo la misma, como las tres temporadas anteriores con la excepción de Vietnam, que fue descalificada y su lugar para los playoffs fue otorgado a Catar. Sin embargo, tras la reunión del Comité Ejecutivo de la AFC en noviembre de 2011, se decidió que el número de plazas para cada asociación sería cambiado según los resultados obtenidos en la Liga de Campeones de la AFC en 2011.

Un total de once asociaciones miembros (véase más adelante) que participó en la Liga de Campeones de la AFC 2011 fue evaluada por su participación en la Liga de Campeones de la AFC 2012. India, que jugó los play-off de la temporada anterior, no se evaluó y fue directamente a la Copa de la AFC. Las asociaciones que se presentaron, pero no cumplieron los criterios en 2011 no fueron tenidos en cuenta para el año 2012.
| Zona Oeste Asiático | Zona Oeste Asiático    | Zona Oeste Asiático  | Zona Oeste Asiático  | Zona Oeste Asiático  | Zona Oeste Asiático | Zona Oeste Asiático | Zona Oeste Asiático |
| Asociación          | Asociación             | AFC Champions League | AFC Champions League | AFC Champions League | AFC Cup             | AFC Cup             | AFC President's Cup |
| Asociación          | Asociación             | Fase de Grupos       | Ronda Play-Off       | Ronda Previa         | Fase de Grupos      | Ronda Play-Off      | Fase de Grupos      |
| ------------------- | ---------------------- | -------------------- | -------------------- | -------------------- | ------------------- | ------------------- | ------------------- |
| 1                   | Catar                  | 4                    |                      |                      |                     |                     |                     |
| 2                   | Arabia Saudíta         | 3                    | 1                    |                      |                     |                     |                     |
| 3                   | Emiratos Árabes Unidos | 3                    | 1                    |                      |                     |                     |                     |
| 4                   | Uzbekistán             | 3                    | 1                    |                      |                     |                     |                     |
| 5                   | Irán                   | 2                    |                      | 2                    |                     |                     |                     |
| 6                   | Kuwait                 |                      |                      |                      | 2+1                 |                     |                     |
| 7                   | Jordania               |                      |                      |                      | 2                   |                     |                     |
| 8                   | Siria                  |                      |                      |                      | 2                   |                     |                     |
| 9                   | Irak                   |                      |                      |                      | 2                   |                     |                     |
| 10                  | Baréin                 |                      |                      |                      | 0                   |                     |                     |
| 11                  | Omán                   |                      |                      |                      | 2                   |                     |                     |
| 12                  | Líbano                 |                      |                      |                      | 2                   |                     |                     |
| 13                  | India                  |                      |                      |                      | 2                   |                     |                     |
| 14                  | Maldivas               |                      |                      |                      | 1                   | 1                   |                     |
| 15                  | Yemen                  |                      |                      |                      | 1                   | 1                   |                     |
| 16                  | Kirguistán             |                      |                      |                      |                     |                     | 1                   |
| 17                  | Nepal                  |                      |                      |                      |                     |                     | 1                   |
| 18                  | Pakistán               |                      |                      |                      |                     |                     | 1                   |
| 19                  | Palestina              |                      |                      |                      |                     |                     | 1                   |
| 20                  | Sri Lanka              |                      |                      |                      |                     |                     | 1                   |
| 21                  | Tayikistán             |                      |                      |                      |                     |                     | 1                   |
| 22                  | Turkmenistán           |                      |                      |                      |                     |                     | 1                   |
| 23                  | Afganistán             |                      |                      |                      |                     |                     | 0                   |
| Total Participantes | Total Participantes    | 15                   | 3                    | 2                    | 17+2                | 2                   | 7                   |
| Total Participantes | Total Participantes    | 20                   | 20                   | 20                   | 19                  | 19                  | 7                   |

- Jordania, Irak, Omán, India, Yemen, Pakistán, Palestina y Tayikistán hicieron una petición para la Liga de Campeones de la AFC pero no tenían las licencias requeridas
- Un cupo de fase de grupos de la AFC de Uzbekistán fue movido a la Zona Este
- Los dos perdedores de la Ronda de Play-Off de la Liga de Campeones de la AFC pasaron a la fase de grupos de la AFC
- Kuwait tuvo 1 cupo extra en la fase de grupos de la Copa AFC debido a que tenían al campeón vigente
- Baréin tenía cupos para la Copa AFC pero desistió su participación
- Afganistán era elegible para la Copa Presidente de la AFC pero desistió su participación

| Zona Este Asiático  | Zona Este Asiático  | Zona Este Asiático   | Zona Este Asiático   | Zona Este Asiático   | Zona Este Asiático | Zona Este Asiático | Zona Este Asiático  |
| Asociación          | Asociación          | AFC Champions League | AFC Champions League | AFC Champions League | AFC Cup            | AFC Cup            | AFC President's Cup |
| Asociación          | Asociación          | Fase de Grupos       | Ronda Play-Off       | Ronda Previa         | Fase de Grupos     | Ronda Play-Off     | Fase de Grupos      |
| ------------------- | ------------------- | -------------------- | -------------------- | -------------------- | ------------------ | ------------------ | ------------------- |
| 1                   | Japón               | 4                    |                      |                      |                    |                    |                     |
| 2                   | República de Corea  | 3                    | 1                    |                      |                    |                    |                     |
| 3                   | China               | 3                    |                      | 1                    |                    |                    |                     |
| 4                   | Australia           | 2                    | 1                    |                      |                    |                    |                     |
| 5                   | Tailandia           | 1                    | 1                    |                      |                    |                    |                     |
| 6                   | Vietnam             |                      |                      |                      | 2                  |                    |                     |
| 7                   | Indonesia           |                      |                      | 1                    | 1                  |                    |                     |
| 8                   | Singapur            |                      |                      |                      | 2                  |                    |                     |
| 9                   | Hong Kong           |                      |                      |                      | 2                  |                    |                     |
| 10                  | Malasia             |                      |                      |                      | 1                  | 1                  |                     |
| 11                  | Birmania            |                      |                      |                      | 1                  | 1                  |                     |
| 12                  | Bután               |                      |                      |                      |                    |                    | 1                   |
| 13                  | Camboya             |                      |                      |                      |                    |                    | 1                   |
| 14                  | Mongolia            |                      |                      |                      |                    |                    | 1                   |
| 15                  | Taiwán              |                      |                      |                      |                    |                    | 1                   |
| 16                  | Bangladés           |                      |                      |                      |                    |                    | 0                   |
| 17                  | Brunéi Darussalam   |                      |                      |                      |                    |                    | 0                   |
| 18                  | Filipinas           |                      |                      |                      |                    |                    | 0                   |
| 19                  | Guam                |                      |                      |                      |                    |                    | 0                   |
| 20                  | Laos                |                      |                      |                      |                    |                    | 0                   |
| 21                  | Macao               |                      |                      |                      |                    |                    | 0                   |
| 22                  | RPD Corea           |                      |                      |                      |                    |                    | 0                   |
| 23                  | Timor Oriental      |                      |                      |                      |                    |                    | 0                   |
| Total Participantes | Total Participantes | 13                   | 3                    | 2                    | 9+1                | 2                  | 4                   |
| Total Participantes | Total Participantes | 18                   | 18                   | 18                   | 12                 | 12                 | 4                   |

- Tailandia hizo una petición para la Liga de Campeones de la AFC y fue aceptada
- Malasia y Birmania hicieron una petición para la Liga de Campeones de la AFC pero no tenían las licencias requeridas
- Singapur retiró su petición para la Liga de Campeones de la AFC
- Vietnam fue descalificado en su petición para la Liga de Campeones de la AFC
- El equipo de China de la Ronda Previa se retiró
- Solo un perdedor de la Ronda de Play-Off de la Liga de Campeones de la AFC pasaró a la fase de grupos de la AFC
- Malasia y Birmania subieron una ronda en la Copa AFC debido al retiró del equipo de China
- Birmania fue promovido de la Copa Presidente de la AFC a la Copa AFC en esta temporada
- Bangladés, Brunéi Darussalam, Filipinas, Guam, Laos, Macao, RPD Corea y Timor Oriental eran elegibles para la Copa Presidente de la AFC pero desistieron su participación

## Formato
Participan 37 equipos de 11 asociaciones afiliadas a la AFC agrupados en 18 de Asia del este (uno de Uzbekistán, tres de Australia, tres de China, uno de Indonesia, cuatro de Japón, cuatro de Corea del Sur y dos de Tailandia) y 19 de Asia del oeste (cuatro de Irán, cuatro de Catar, cuatro de Arabia Saudita, cuatro de Emiratos Árabes Unidos y tres de Uzbekistán) bajo el siguiente formato:
- Asia del oeste: Los dos últimos clasificados de Irán juegan una ronda previa. El ganador se une en la ronda previa a los últimos clasificados de Uzbekistán, Emiratos Árabes Unidos y Arabia Saudita. Los dos ganadores de estas llaves pasan a la fase de grupos con los catorce restantes preclasificados, conformando cuatro grupos de cuatro equipos denominados con las letras A, B, C y D.
- Asia del este: El representante de Indonesia y los últimos clasificados de Corea del Sur, Australia y Tailandia juegan una Ronda Previa. Los dos ganadores de estas llaves pasan a la fase de grupos con los catorce restantes preclasificados, conformando cuatro grupos de cuatro equipos denominados con las letras E, F, G y H.

Las fases de clasificación previas a la fase de grupos se disputan a partido único y a eliminación directa. La fase de grupos se juega a partidos de ida y vuelta.
Los equipos ubicados en 1ª y 2ª posición de cada grupo pasan a octavos de final, donde los ocho clasificados primeros de cada grupo enfrentan a los clasificados segundos de otro grupo. Esta instancia se disputa a partido único, a eliminación directa y donde el clasificado primero de grupo juega en condición de local.
Los cuartos de final y semifinales se disputan a partidos de ida y vuelta, a eliminación directa y bajo la regla del gol de visitante. La final se disputa a partido único y la condición de local es decidida por sorteo. El ganador del torneo representa a la AFC en la Copa Mundial de Clubes de la FIFA 2012 en Japón.

## Equipos participantes
| Asia del Oeste |
| -------------- |

| País                           | Equipo                                    | Vía de clasificación |
| ------------------------------ | ----------------------------------------- | --- |
| Catar 4 cupos                  | Lekhwiya SC Al-Rayyan Al-Gharafa Al-Arabi | Campeón de la Liga de Catar 2010-11 Campeón de la Copa Emir de Catar 2011 Subcampeón de la Liga de Catar 2010-11 4° lugar de la Liga de Catar 2010-11 |
| Arabia Saudita 4 cupos         | Al-Hilal Al-Ahli Al-Ittihad Al-Ettifaq    | Campeón de la Primera División de Arabia Saudita 2010-11 Campeón de la Copa del Rey de campeones 2011 Subcampeón de la Primera División de Arabia Saudita 2010-11 3° lugar de la Primera División de Arabia Saudita 2010-11                                                              |
| Emiratos Árabes Unidos 4 cupos | Al-Jazira Bani Yas Al-Nasr Al-Shabab      | Campeón de la Primera División de los Emiratos Árabes Unidos 2010-11 Subcampeón de la Primera División de los Emiratos Árabes Unidos 2010-11 3° lugar de la Primera División de los Emiratos Árabes Unidos 2010-11 4° lugar de la Primera División de los Emiratos Árabes Unidos 2010-11 |
| Irán 4 cupos                   | Sepahan Persepolis Esteghlal Zob Ahan     | Campeón de la Iran Pro League 2010-11 Campeón de la Copa Hazfi 2010-11 Subcampeón de la Iran Pro League 2010-11 3° lugar de la Iran Pro League 2010-11 |
| Uzbekistán 3 cupos             | Pakhtakor Nasaf Qarshi Neftchi Farg'ona   | Campeón de la Copa Uzbekistán 2011 Subcampeón de la Liga de Uzbekistán 2010-11 4° lugar de la Liga de Uzbekistán 2010-11 |

| Asia del Este |
| ------------- |

| Japón 4 cupos                   | Kashiwa Reysol FC Tokyo Nagoya Grampus Gamba Osaka                         | Campeón de la J. League Division 1 2011 Campeón de la Copa del Emperador 2011 Subcampeón de la J. League Division 1 2011 3° lugar de la J. League Division 1 2011 |
| Corea del Sur 4 cupos           | Jeonbuk Hyundai Motors Seongnam Ilhwa Chunma Ulsan Hyundai Pohang Steelers | Campeón de la K-League 2011 Campeón de la Korean FA Cup 2011 Subcampeón de la K-League 2011 3° lugar de la K-League 2011                                          |
| República Popular China 3 cupos | Guangzhou Evergrande Tianjin Teda Beijing Guoan                            | Campeón de la Super Liga China 2011 Campeón de la Chinese FA Cup 2011 Subcampeón de la Super Liga China 2011                                                      |
| Australia 3 cupos               | Brisbane Roar Central Coast Mariners Adelaide United                       | Campeón de la A-League 2010-11 Subcampeón de la A-League 2010-11 3° lugar de la A-League 2010-11                                                                  |
| Tailandia 2 cupos               | Buriram United FC Chonburi FC                                              | Campeón de la Liga Premier de Tailandia 2011 Campeón de la Thai FA Cup 2011                                                                                       |
| Uzbekistán 1 cupo               | Bunyodkor                                                                  | Campeón de la Liga de Uzbekistán 2010-11 |
| Indonesia 1 cupo                | Persipura Jayapura                                                         | Campeón de la Indonesia Super League 2010-11 |

## Play-off
El sorteo de los play-off se celebró en Kuala Lumpur, Malasia, el 6 de diciembre de 2011. Los ganadores avanzaron a la fase de grupos, mientras que los perdedores de la ronda final avanzó a la fase de grupos de la Copa AFC, excepto el perdedor del partido entre el Adelaide United y el Persipura Jayapura.

### Primera fase
Se enfrentaron los dos últimos clasificados de Irán, el partido se disputó el 11 de febrero de 2012
| Equipo 1  | Resultado | Equipo 2 |
| --------- | --------- | -------- |
| Esteghlal | 2–0       | Zob Ahan |

### Segunda fase
Se enfrentaron los últimos clasificados de cada país excepto Japón y Catar al que se unió el ganador de la primera fase , los partidos se disputó el 18 de febrero de 2012.
| Equipo 1        | Resultado     | Equipo 2           |
| Zona Oriental   | Zona Oriental | Zona Oriental      |
| --------------- | ------------- | ------------------ |
| Pohang Steelers | 2–0           | Chonburi           |
| Adelaide United | 3–0           | Persipura Jayapura |
| Zona Occidental |               |                    |
| Al-Shabab       | 3–0           | Neftchi Farg'ona   |
| Esteghlal       | 3–1           | Al-Ettifaq         |

## Fase de grupos
El sorteo de la fase de grupos se llevó a cabo en Kuala Lumpur, Malasia, el 6 de diciembre de 2011. Los clubes de un mismo país no podían encuadrarse en el mismo grupo. Los ganadores y subcampeones de cada grupo avanzaron a los octavos de final.

### Grupo A
| Pos. | Equipo       | Pts. | PJ | G | E | P | GF | GC | Dif. | Clasificación |     | JAZ | EST | RAY | NQA |
| ---- | ------------ | ---- | -- | - | - | - | -- | -- | ---- | ------------- | --- | --- | --- | --- | --- |
| 1    | Al-Jazira    | 16   | 6  | 5 | 1 | 0 | 18 | 10 | +8   | Fase final    |     | —   | 1–1 | 3–2 | 4–1 |
| 2    | Esteghlal    | 11   | 6  | 3 | 2 | 1 | 8  | 3  | +5   | Fase final    |     | 1–2 | —   | 3–0 | 0–0 |
| 3    | Al-Rayyan    | 6    | 6  | 2 | 0 | 4 | 9  | 12 | −3   |               |     | 3–4 | 0–1 | —   | 3–1 |
| 4    | Nasaf Qarshi | 1    | 6  | 0 | 1 | 5 | 4  | 14 | −10  |               | 2–4 | 0–2 | 0–1 | —   |     |

 Fuente: WorldFootball.net

### Grupo B
| Pos. | Equipo     | Pts. | PJ | G | E | P | GF | GC | Dif. | Clasificación |     | ITT | YAS | PAK | ARA |
| ---- | ---------- | ---- | -- | - | - | - | -- | -- | ---- | ------------- | --- | --- | --- | --- | --- |
| 1    | Al-Ittihad | 16   | 6  | 5 | 1 | 0 | 13 | 4  | +9   | Fase final    |     | —   | 1–0 | 4–0 | 3–2 |
| 2    | Baniyas    | 11   | 6  | 3 | 2 | 1 | 9  | 2  | +7   | Fase final    |     | 0–0 | —   | 2–0 | 2–0 |
| 3    | Pakhtakor  | 7    | 6  | 2 | 1 | 3 | 6  | 10 | −4   |               |     | 1–2 | 1–1 | —   | 3–1 |
| 4    | Al-Arabi   | 0    | 6  | 0 | 0 | 6 | 4  | 16 | −12  |               | 1–3 | 0–4 | 0–1 | —   |     |

 Fuente: WorldFootball.net

### Grupo C
| Pos. | Equipo   | Pts. | PJ | G | E | P | GF | GC | Dif. | Clasificación |     | SEP | AHL | NAS | LEK |
| ---- | -------- | ---- | -- | - | - | - | -- | -- | ---- | ------------- | --- | --- | --- | --- | --- |
| 1    | Sepahan  | 13   | 6  | 4 | 1 | 1 | 9  | 4  | +5   | Fase final    |     | —   | 2–1 | 1–0 | 2–1 |
| 2    | Al-Ahli  | 10   | 6  | 3 | 1 | 2 | 10 | 6  | +4   | Fase final    |     | 1–1 | —   | 3–1 | 3–0 |
| 3    | Al-Nasr  | 6    | 6  | 2 | 0 | 4 | 6  | 11 | −5   |               |     | 0–3 | 1–2 | —   | 2–1 |
| 4    | Lekhwiya | 6    | 6  | 2 | 0 | 4 | 5  | 9  | −4   |               | 1–0 | 1–0 | 1–2 | —   |     |

 Fuente: WorldFootball.net
Notas:
1. 1 2  Enfrentamiento directo (Al-Nasr: 6 pts; Lekhwiya: 0 pts).

### Grupo D
| Pos. | Equipo     | Pts. | PJ | G | E | P | GF | GC | Dif. | Clasificación |     | HIL | PER | GHA | SHA |
| ---- | ---------- | ---- | -- | - | - | - | -- | -- | ---- | ------------- | --- | --- | --- | --- | --- |
| 1    | Al-Hilal   | 12   | 6  | 3 | 3 | 0 | 10 | 7  | +3   | Fase final    |     | —   | 1–1 | 2–1 | 2–1 |
| 2    | Persepolis | 11   | 6  | 3 | 2 | 1 | 14 | 5  | +9   | Fase final    |     | 0–1 | —   | 1–1 | 6–1 |
| 3    | Al-Gharafa | 6    | 6  | 1 | 3 | 2 | 7  | 10 | −3   |               |     | 3–3 | 0–3 | —   | 2–1 |
| 4    | Al-Shabab  | 2    | 6  | 0 | 2 | 4 | 5  | 14 | −9   |               | 1–1 | 1–3 | 0–0 | —   |     |

 Fuente: WorldFootball.net

### Grupo E
| Pos. | Equipo          | Pts. | PJ | G | E | P | GF | GC | Dif. | Clasificación |     | ADE | BYD | POH | GMB |
| ---- | --------------- | ---- | -- | - | - | - | -- | -- | ---- | ------------- | --- | --- | --- | --- | --- |
| 1    | Adelaide United | 13   | 6  | 4 | 1 | 1 | 7  | 2  | +5   | Fase final    |     | —   | 0–0 | 1–0 | 2–0 |
| 2    | Bunyodkor       | 10   | 6  | 3 | 1 | 2 | 8  | 7  | +1   | Fase final    |     | 1–2 | —   | 1–0 | 3–2 |
| 3    | Pohang Steelers | 9    | 6  | 3 | 0 | 3 | 6  | 4  | +2   |               |     | 1–0 | 0–2 | —   | 2–0 |
| 4    | Gamba Osaka     | 3    | 6  | 1 | 0 | 5 | 5  | 13 | −8   |               | 0–2 | 3–1 | 0–3 | —   |     |

 Fuente: WorldFootball.net

### Grupo F
| Pos. | Equipo        | Pts. | PJ | G | E | P | GF | GC | Dif. | Clasificación |     | ULS | TOK | BBR | BEG |
| ---- | ------------- | ---- | -- | - | - | - | -- | -- | ---- | ------------- | --- | --- | --- | --- | --- |
| 1    | Ulsan Hyundai | 14   | 6  | 4 | 2 | 0 | 11 | 7  | +4   | Fase final    |     | —   | 1–0 | 1–1 | 2–1 |
| 2    | FC Tokyo      | 11   | 6  | 3 | 2 | 1 | 12 | 6  | +6   | Fase final    |     | 2–2 | —   | 4–2 | 3–0 |
| 3    | Brisbane Roar | 3    | 6  | 0 | 3 | 3 | 6  | 11 | −5   |               |     | 1–2 | 0–2 | —   | 1–1 |
| 4    | Beijing Guoan | 3    | 6  | 0 | 3 | 3 | 6  | 11 | −5   |               | 2–3 | 1–1 | 1–1 | —   |     |

 Fuente: WorldFootball.net
Notas:
1. 1 2  Brisbane Roar y Beijing Guoan empataron en el enfrentamiento directo (2 pts, 0 GD, 2 GF), al igual que en el gol diferencia y goles anotados, por lo que el desempate fue por puntos de fair play (Brisbane Roar: 12 pts; Beijing Guoan: 18 pts).

### Grupo G
| Pos. | Equipo                 | Pts. | PJ | G | E | P | GF | GC | Dif. | Clasificación |     | SIC | NGY | CCM | TTD |
| ---- | ---------------------- | ---- | -- | - | - | - | -- | -- | ---- | ------------- | --- | --- | --- | --- | --- |
| 1    | Seongnam Ilhwa Chunma  | 10   | 6  | 2 | 4 | 0 | 13 | 5  | +8   | Fase final    |     | —   | 1–1 | 5–0 | 1–1 |
| 2    | Nagoya Grampus         | 10   | 6  | 2 | 4 | 0 | 10 | 4  | +6   | Fase final    |     | 2–2 | —   | 3–0 | 0–0 |
| 3    | Central Coast Mariners | 6    | 6  | 1 | 3 | 2 | 7  | 11 | −4   |               |     | 1–1 | 1–1 | —   | 5–1 |
| 4    | Tianjin Teda           | 3    | 6  | 0 | 3 | 3 | 2  | 12 | −10  |               | 0–3 | 0–3 | 0–0 | —   |     |

 Fuente: WorldFootball.net
Notas:
1. 1 2  Seongnam Ilhwa Chunma y Nagoya Grampus empataron en el enfrentamiento directo (2 pts, 0 GD, 3 GF), por lo que el desempate fue por la diferencia de goles.

### Grupo H
| Pos. | Equipo                 | Pts. | PJ | G | E | P | GF | GC | Dif. | Clasificación |     | GEG | KSR | JHM | BRU |
| ---- | ---------------------- | ---- | -- | - | - | - | -- | -- | ---- | ------------- | --- | --- | --- | --- | --- |
| 1    | Guangzhou Evergrande   | 10   | 6  | 3 | 1 | 2 | 12 | 8  | +4   | Fase final    |     | —   | 3–1 | 1–3 | 1–2 |
| 2    | Kashiwa Reysol         | 10   | 6  | 3 | 1 | 2 | 11 | 7  | +4   | Fase final    |     | 0–0 | —   | 5–1 | 1–0 |
| 3    | Jeonbuk Hyundai Motors | 9    | 6  | 3 | 0 | 3 | 10 | 15 | −5   |               |     | 1–5 | 0–2 | —   | 3–2 |
| 4    | Buriram United         | 6    | 6  | 2 | 0 | 4 | 8  | 11 | −3   |               | 1–2 | 3–2 | 0–2 | —   |     |

 Fuente: WorldFootball.net
Notas:
1. 1 2  Enfrentamiento directo (Guangzhou Evergrande: 4 pts; Kashiwa Reysol: 1 pt).

## Fase final

### Cuadro de desarrollo
|  | Octavos de final      | Octavos de final      | Octavos de final     |                      |                 | Cuartos de final                 | Cuartos de final                 | Cuartos de final                 | Cuartos de final                 |  |            | Semifinales         | Semifinales         | Semifinales         | Semifinales         |  |               | Final           | Final           | Final           |  |
|  | 22 al 30 de mayo      | 22 al 30 de mayo      | 22 al 30 de mayo     |                      |                 | 19 de septiembre al 3 de octubre | 19 de septiembre al 3 de octubre | 19 de septiembre al 3 de octubre | 19 de septiembre al 3 de octubre |  |            | 22 al 31 de octubre | 22 al 31 de octubre | 22 al 31 de octubre | 22 al 31 de octubre |  |               | 10 de noviembre | 10 de noviembre | 10 de noviembre |  |
|  |                       |                       |                      |                      |                 |                                  |                                  |                                  |                                  |  |            |                     |                     |                     |                     |  |               |                 |                 |                 |  |
|  |                       |                       |                      |                      |                 |                                  |                                  |                                  |                                  |  |            |                     |                     |                     |                     |  |               |                 |                 |                 |  |
|  | Adelaide United       | Adelaide United       | 1                    |                      |                 |                                  |                                  |                                  |                                  |  |            |                     |                     |                     |                     |  |               |                 |                 |                 |  |
|  | Adelaide United       | Adelaide United       | 1                    |                      |                 |                                  |                                  |                                  |                                  |  |            |                     |                     |                     |                     |  |               |                 |                 |                 |  |
|  | Nagoya Grampus        | Nagoya Grampus        | 0                    |                      |                 |                                  |                                  |                                  |                                  |  |            |                     |                     |                     |                     |  |               |                 |                 |                 |  |
|  | Nagoya Grampus        | Nagoya Grampus        | 0                    |                      | Adelaide United | Adelaide United                  | 2                                | 2                                |                                  |  |            |                     |                     |                     |                     |  |               |                 |                 |                 |  |
|  |                       |                       |                      |                      | Adelaide United | Adelaide United                  | 2                                | 2                                |                                  |  |            |                     |                     |                     |                     |  |               |                 |                 |                 |  |
|  |                       |                       | Bunyodkor (t.s.)     | Bunyodkor (t.s.)     | 2               | 3                                |                                  |                                  |                                  |  |            |                     |                     |                     |                     |  |               |                 |                 |                 |  |
|  | Seongnam Ilhwa Chunma | Seongnam Ilhwa Chunma | Bunyodkor (t.s.)     | Bunyodkor (t.s.)     | 2               | 3                                | 0                                |                                  |                                  |  |            |                     |                     |                     |                     |  |               |                 |                 |                 |  |
|  | Seongnam Ilhwa Chunma | Seongnam Ilhwa Chunma |                      |                      |                 |                                  |                                  |                                  |                                  |  |            |                     |                     |                     |                     |  |               |                 |                 |                 |  |
|  | Bunyodkor             | Bunyodkor             | 1                    |                      |                 |                                  |                                  |                                  |                                  |  |            |                     |                     |                     |                     |  |               |                 |                 |                 |  |
|  | Bunyodkor             | Bunyodkor             | 1                    |                      |                 |                                  |                                  |                                  |                                  |  | Bunyodkor  | Bunyodkor           | 1                   | 0                   |                     |  |               |                 |                 |                 |  |
|  |                       |                       |                      |                      |                 |                                  |                                  |                                  |                                  |  | Bunyodkor  | Bunyodkor           | 1                   | 0                   |                     |  |               |                 |                 |                 |  |
|  |                       |                       | Ulsan Hyundai        | Ulsan Hyundai        | 3               | 2                                |                                  |                                  |                                  |  |            |                     |                     |                     |                     |  |               |                 |                 |                 |  |
|  | Ulsan Hyundai         | Ulsan Hyundai         | Ulsan Hyundai        | Ulsan Hyundai        | 3               | 2                                | 3                                |                                  |                                  |  |            |                     |                     |                     |                     |  |               |                 |                 |                 |  |
|  | Ulsan Hyundai         | Ulsan Hyundai         |                      |                      |                 |                                  |                                  |                                  |                                  |  |            |                     |                     |                     |                     |  |               |                 |                 |                 |  |
|  | Kashiwa Reysol        | Kashiwa Reysol        | 2                    |                      |                 |                                  |                                  |                                  |                                  |  |            |                     |                     |                     |                     |  |               |                 |                 |                 |  |
|  | Kashiwa Reysol        | Kashiwa Reysol        | 2                    |                      | Ulsan Hyundai   | Ulsan Hyundai                    | 1                                | 4                                |                                  |  |            |                     |                     |                     |                     |  |               |                 |                 |                 |  |
|  |                       |                       |                      |                      | Ulsan Hyundai   | Ulsan Hyundai                    | 1                                | 4                                |                                  |  |            |                     |                     |                     |                     |  |               |                 |                 |                 |  |
|  |                       |                       | Al-Hilal             | Al-Hilal             | 0               | 0                                |                                  |                                  |                                  |  |            |                     |                     |                     |                     |  |               |                 |                 |                 |  |
|  | Al-Hilal              | Al-Hilal              | Al-Hilal             | Al-Hilal             | 0               | 0                                | 7                                |                                  |                                  |  |            |                     |                     |                     |                     |  |               |                 |                 |                 |  |
|  | Al-Hilal              | Al-Hilal              |                      |                      |                 |                                  |                                  |                                  |                                  |  |            |                     |                     |                     |                     |  |               |                 |                 |                 |  |
|  | Baniyas               | Baniyas               | 1                    |                      |                 |                                  |                                  |                                  |                                  |  |            |                     |                     |                     |                     |  |               |                 |                 |                 |  |
|  | Baniyas               | Baniyas               | 1                    |                      |                 |                                  |                                  |                                  |                                  |  |            |                     |                     |                     |                     |  | Ulsan Hyundai | Ulsan Hyundai   | 3               |                 |  |
|  |                       |                       |                      |                      |                 |                                  |                                  |                                  |                                  |  |            |                     |                     |                     |                     |  | Ulsan Hyundai | Ulsan Hyundai   | 3               |                 |  |
|  |                       |                       | Al-Ahli              | Al-Ahli              | 0               |                                  |                                  |                                  |                                  |  |            |                     |                     |                     |                     |  |               |                 |                 |                 |  |
|  | Al-Ittihad            | Al-Ittihad            | Al-Ahli              | Al-Ahli              | 0               | 3                                |                                  |                                  |                                  |  |            |                     |                     |                     |                     |  |               |                 |                 |                 |  |
|  | Al-Ittihad            | Al-Ittihad            |                      |                      |                 |                                  |                                  |                                  |                                  |  |            |                     |                     |                     |                     |  |               |                 |                 |                 |  |
|  | Persépolis            | Persépolis            | 0                    |                      |                 |                                  |                                  |                                  |                                  |  |            |                     |                     |                     |                     |  |               |                 |                 |                 |  |
|  | Persépolis            | Persépolis            | 0                    |                      | Al-Ittihad      | Al-Ittihad                       | 4                                | 1                                |                                  |  |            |                     |                     |                     |                     |  |               |                 |                 |                 |  |
|  |                       |                       |                      |                      | Al-Ittihad      | Al-Ittihad                       | 4                                | 1                                |                                  |  |            |                     |                     |                     |                     |  |               |                 |                 |                 |  |
|  |                       |                       | Guangzhou Evergrande | Guangzhou Evergrande | 2               | 2                                |                                  |                                  |                                  |  |            |                     |                     |                     |                     |  |               |                 |                 |                 |  |
|  | Guangzhou Evergrande  | Guangzhou Evergrande  | Guangzhou Evergrande | Guangzhou Evergrande | 2               | 2                                | 1                                |                                  |                                  |  |            |                     |                     |                     |                     |  |               |                 |                 |                 |  |
|  | Guangzhou Evergrande  | Guangzhou Evergrande  |                      |                      |                 |                                  |                                  |                                  |                                  |  |            |                     |                     |                     |                     |  |               |                 |                 |                 |  |
|  | F.C. Tokyo            | F.C. Tokyo            | 0                    |                      |                 |                                  |                                  |                                  |                                  |  |            |                     |                     |                     |                     |  |               |                 |                 |                 |  |
|  | F.C. Tokyo            | F.C. Tokyo            | 0                    |                      |                 |                                  |                                  |                                  |                                  |  | Al-Ittihad | Al-Ittihad          | 1                   | 0                   |                     |  |               |                 |                 |                 |  |
|  |                       |                       |                      |                      |                 |                                  |                                  |                                  |                                  |  | Al-Ittihad | Al-Ittihad          | 1                   | 0                   |                     |  |               |                 |                 |                 |  |
|  |                       |                       | Al-Ahli              | Al-Ahli              | 0               | 2                                |                                  |                                  |                                  |  |            |                     |                     |                     |                     |  |               |                 |                 |                 |  |
|  | Sepahan               | Sepahan               | Al-Ahli              | Al-Ahli              | 0               | 2                                | 2                                |                                  |                                  |  |            |                     |                     |                     |                     |  |               |                 |                 |                 |  |
|  | Sepahan               | Sepahan               |                      |                      |                 |                                  |                                  |                                  |                                  |  |            |                     |                     |                     |                     |  |               |                 |                 |                 |  |
|  | Esteghlal             | Esteghlal             | 0                    |                      |                 |                                  |                                  |                                  |                                  |  |            |                     |                     |                     |                     |  |               |                 |                 |                 |  |
|  | Esteghlal             | Esteghlal             | 0                    |                      | Sepahan         | Sepahan                          | 0                                | 1                                |                                  |  |            |                     |                     |                     |                     |  |               |                 |                 |                 |  |
|  |                       |                       |                      |                      | Sepahan         | Sepahan                          | 0                                | 1                                |                                  |  |            |                     |                     |                     |                     |  |               |                 |                 |                 |  |
|  |                       |                       | Al-Ahli              | Al-Ahli              | 0               | 4                                |                                  |                                  |                                  |  |            |                     |                     |                     |                     |  |               |                 |                 |                 |  |
|  | Al-Jazira             | Al-Jazira             | Al-Ahli              | Al-Ahli              | 0               | 4                                | 3 (2)                            |                                  |                                  |  |            |                     |                     |                     |                     |  |               |                 |                 |                 |  |
|  | Al-Jazira             | Al-Jazira             |                      |                      |                 |                                  |                                  |                                  |                                  |  |            |                     |                     |                     |                     |  |               |                 |                 |                 |  |
|  | Al-Ahli (p)           | Al-Ahli (p)           | 3 (4)                |                      |                 |                                  |                                  |                                  |                                  |  |            |                     |                     |                     |                     |  |               |                 |                 |                 |  |
|  | Al-Ahli (p)           | Al-Ahli (p)           | 3 (4)                |                      |                 |                                  |                                  |                                  |                                  |  |            |                     |                     |                     |                     |  |               |                 |                 |                 |  |
|  |                       |                       |                      |                      |                 |                                  |                                  |                                  |                                  |  |            |                     |                     |                     |                     |  |               |                 |                 |                 |  |

### Octavos de final
Los enfrentamientos para la ronda de los octavos de final se decide sobre la base de los resultados de la fase de grupos. Cada ronda se juega a partido único, organizado por los ganadores de cada grupo (equipo 1) contra el subcampeón del otro grupo (equipo 2). Los partidos se disputaron el 22 y 23 de mayo (zona asiática occidental) y el 29 y 30 de mayo de 2012 (zona asiática oriental).
| Equipo 1              | Resultado            | Equipo 2        |
| Zona Occidental       | Zona Occidental      | Zona Occidental |
| --------------------- | -------------------- | --------------- |
| Al-Jazira             | 3–3 (t. s.) (2-4 p.) | Al-Ahli         |
| Sepahan               | 2–0                  | Esteghlal       |
| Al-Ittihad            | 3–0                  | Persepolis      |
| Al-Hilal              | 7–1                  | Baniyas         |
| Zona Oriental         |                      |                 |
| Adelaide United       | 1–0                  | Nagoya Grampus  |
| Seongnam Ilhwa Chunma | 0–1                  | Bunyodkor       |
| Ulsan Hyundai         | 3–2                  | Kashiwa Reysol  |
| Guangzhou Evergrande  | 1–0                  | FC Tokyo        |

#### Partidos
| 22 de mayo de 2012 | Al-Jazira                             | 3 – 3 (t. s.)(2 – 4 p.) | Al-Ahli                                        | Mohamed Bin Zayid Stadium, Abu Dhabi                           |                                                                |
|                    | Oliveira 33', 114' · Delgado 62'      | [http://www.the-afc.com/en/acl2012-schedule-results?fixtureid=6204&stageid=232&tMode=H&view=ajax&show=matchsummary (enlace roto disponible en Internet Archive; véase el historial, la primera versión y la última). Reporte] | Camacho 22' · Al Hosni 75' · Simões 118'       | Asistencia: 13.355 espectadores Árbitro(s): Ryuji Sato (Japan) | Asistencia: 13.355 espectadores Árbitro(s): Ryuji Sato (Japan) |
|                    |                                       | Tiros desde el punto penal |                                                |                                                                |                                                                |
|                    | Oliveira · Berghush · Ismaeel · Neill | | Camacho · Mayof · Al-Fahmi · Palomino · Simões |                                                                |                                                                |

| 22 de mayo de 2012 | Sepahan                | 2 – 0 | Esteghlal | Foolad Shahr Stadium, Isfahán                                            |                                                                          |
|                    | Correa 8' · Bengar 34' | [http://www.the-afc.com/en/acl2012-schedule-results?fixtureid=6205&stageid=232&tMode=H&view=ajax&show=matchsummary (enlace roto disponible en Internet Archive; véase el historial, la primera versión y la última). Reporte] |           | Asistencia: 12.351 espectadores Árbitro(s): Kim Dong-Jin (Corea del Sur) | Asistencia: 12.351 espectadores Árbitro(s): Kim Dong-Jin (Corea del Sur) |

| 23 de mayo de 2012 | Al-Ittihad                                       | 3 – 0 | Persepolis | Prince Abdullah al-Faisal Stadium, Jeddah                                   |                                                                             |
|                    | Hazazi 36' (pen.) · Abdelghani 45+1' · Otaif 87' | [http://www.the-afc.com/en/acl2012-schedule-results?fixtureid=6208&stageid=232&tMode=H&view=ajax&show=matchsummary (enlace roto disponible en Internet Archive; véase el historial, la primera versión y la última). Reporte] |            | Asistencia: 15.300 espectadores Árbitro(s): Valentin Kovalenko (Uzbekistán) | Asistencia: 15.300 espectadores Árbitro(s): Valentin Kovalenko (Uzbekistán) |

| 23 de mayo de 2012 | Al-Hilal                                                                 | 7 – 1 | Baniyas          | Prince Faisal bin Fahd Stadium, Riad                                 |                                                                      |
|                    | Yoo Byung-Soo 23', 38', 53', 61' · Wilhelmsson 26', 59' · Al-Dawsari 86' | [http://www.the-afc.com/en/acl2012-schedule-results?fixtureid=6209&stageid=232&tMode=H&view=ajax&show=matchsummary (enlace roto disponible en Internet Archive; véase el historial, la primera versión y la última). Reporte] | Yeste 57' (pen.) | Asistencia: 22.518 espectadores Árbitro(s): Nawaf Shukralla (Baréin) | Asistencia: 22.518 espectadores Árbitro(s): Nawaf Shukralla (Baréin) |

| 29 de mayo de 2012 | Adelaide United | 1 – 0 | Nagoya Grampus | Hindmarsh Stadium, Adelaida                                              |                                                                          |
|                    | McKain 42'      | [http://www.the-afc.com/en/acl2012-schedule-results?fixtureid=6206&stageid=232&tMode=H&view=ajax&show=matchsummary (enlace roto disponible en Internet Archive; véase el historial, la primera versión y la última). Reporte] |                | Asistencia: 9.758 espectadores Árbitro(s): Malik Abdul Bashir (Singapur) | Asistencia: 9.758 espectadores Árbitro(s): Malik Abdul Bashir (Singapur) |

| 29 de mayo de 2012 | Seongnam Ilhwa Chunma | 0 – 1 | Bunyodkor          | Tancheon Sports Complex, Seongnam                              |                                                                |
|                    |                       | [http://www.the-afc.com/en/acl2012-schedule-results?fixtureid=6207&stageid=232&tMode=H&view=ajax&show=matchsummary (enlace roto disponible en Internet Archive; véase el historial, la primera versión y la última). Reporte] | Karimov 53' (pen.) | Asistencia: 3.808 espectadores Árbitro(s): Mohsen Torky (Irán) | Asistencia: 3.808 espectadores Árbitro(s): Mohsen Torky (Irán) |

| 30 de mayo de 2012 | Ulsan Hyundai                                          | 3 – 2 | Kashiwa Reysol                       | Ulsan Munsu Football Stadium, Ulsan  |                                      |
|                    | Kim Shin-Wook 54' · Kondo 71' (o.g.) · Lee Keun-Ho 88' |       | Leandro Domingues 67' · Tanaka 90+1' | Árbitro(s): Mohamed Al Zarooni (EAU) | Árbitro(s): Mohamed Al Zarooni (EAU) |

| 30 de mayo de 2012 | Guangzhou Evergrande | 1 – 0 | FC Tokyo | Tianhe Stadium, Guangzhou                                            |                                                                      |
|                    | Cléo 31'             | [http://www.the-afc.com/en/acl2012-schedule-results?fixtureid=6211&stageid=232&tMode=H&view=ajax&show=matchsummary (enlace roto disponible en Internet Archive; véase el historial, la primera versión y la última). Reporte] |          | Asistencia: 39.560 espectadores Árbitro(s): Abdullah Balideh (Catar) | Asistencia: 39.560 espectadores Árbitro(s): Abdullah Balideh (Catar) |

### Cuartos de final
El sorteo de los cuartos de final, semifinales y finales se celebró en Kuala Lumpur, Malasia el 14 de junio de 2012. Se determinaron los emparejamientos de los cuartos de final y semifinales, así como el organizador potencial de la final. Los partidos de ida tendrán lugar el 19 de septiembre de 2012 y los de vuelta el 2 y 3 de octubre.
| Equipo 1        | Agr.        | Equipo 2             | Ida | Vuelta |
| --------------- | ----------- | -------------------- | --- | ------ |
| Al-Ittihad      | 5–4         | Guangzhou Evergrande | 4–2 | 1–2    |
| Sepahan         | 1–4         | Al-Ahli              | 0–0 | 1–4    |
| Adelaide United | 4–5 (t. s.) | Bunyodkor            | 2–2 | 2–3    |
| Ulsan Hyundai   | 5–0         | Al-Hilal             | 1–0 | 4–0    |

#### Ida
| 19 de septiembre de 2012 | Adelaide United             | 2 – 2 | Bunyodkor                 | Hindmarsh Stadium, Adelaida                                           |                                                                       |
|                          | Ramsay 7' · Kostopoulos 16' | [http://www.the-afc.com/en/acl2012-schedule-results?fixtureid=6778&stageid=261&tMode=H&view=ajax&show=matchsummary (enlace roto disponible en Internet Archive; véase el historial, la primera versión y la última). Reporte] | Hasanov 44' · Salomov 75' | Asistencia: 10.366 espectadores Árbitro(s): Abdullah Al Hilali (Oman) | Asistencia: 10.366 espectadores Árbitro(s): Abdullah Al Hilali (Oman) |

| 19 de septiembre de 2012 | Ulsan Hyundai | 1 – 0 | Al-Hilal | Ulsan Munsu Football Stadium, Ulsan                           |                                                               |
|                          | Rafinha 10'   | [http://www.the-afc.com/en/acl2012-schedule-results?fixtureid=6779&stageid=261&tMode=H&view=ajax&show=matchsummary (enlace roto disponible en Internet Archive; véase el historial, la primera versión y la última). Reporte] |          | Asistencia: 5.955 espectadores Árbitro(s): Ryuji Sato (Japón) | Asistencia: 5.955 espectadores Árbitro(s): Ryuji Sato (Japón) |

| 19 de septiembre de 2012 | Sepahan | 0 – 0 | Al-Ahli | Foolad Shahr Stadium, Isfahán                                       |                                                                     |
|                          |         | [http://www.the-afc.com/en/acl2012-schedule-results?fixtureid=6777&stageid=261&tMode=H&view=ajax&show=matchsummary (enlace roto disponible en Internet Archive; véase el historial, la primera versión y la última). Reporte] |         | Asistencia: 9.280 espectadores Árbitro(s): Liu Kwok Man (Hong Kong) | Asistencia: 9.280 espectadores Árbitro(s): Liu Kwok Man (Hong Kong) |

| 19 de septiembre de 2012 | Al-Ittihad                                          | 4 – 2 | Guangzhou Evergrande          | Príncipe Abdullah al-Faisal, Jeddah                                  |                                                                      |
|                          | Diego Souza 28' · Noor 49' (pen.) · Hazazi 61', 88' | [http://www.the-afc.com/en/acl2012-schedule-results?fixtureid=6776&stageid=261&tMode=H&view=ajax&show=matchsummary (enlace roto disponible en Internet Archive; véase el historial, la primera versión y la última). Reporte] | Gao Lin 27' · Huang Bowen 39' | Asistencia: 15.971 espectadores Árbitro(s): Andre El Haddad (Líbano) | Asistencia: 15.971 espectadores Árbitro(s): Andre El Haddad (Líbano) |

#### Vuelta
| 2 de octubre de 2012 | Guangzhou Evergrande           | 2 – 1 | Al-Ittihad      | Tianhe Stadium, Guangzhou                                                |                                                                          |
|                      | Barrios 19' · Conca 35' (pen.) | [http://www.the-afc.com/en/acl2012-schedule-results?fixtureid=6780&stageid=261&tMode=H&view=ajax&show=matchsummary (enlace roto disponible en Internet Archive; véase el historial, la primera versión y la última). Reporte] | F. Muwallad 79' | Asistencia: 39.997 espectadores Árbitro(s): Kim Dong-Jin (Corea del Sur) | Asistencia: 39.997 espectadores Árbitro(s): Kim Dong-Jin (Corea del Sur) |

Al-Ittihad ganó 5–4 en el global de la eliminatoria.
| 2 de octubre de 2012 | Al-Ahli                                               | 4 – 1 | Sepahan    | Príncipe Abdullah al-Faisal, Jeddah                                 |                                                                     |
|                      | Simões 30' (pen.) · Al Hosni 35', 45+1' · Jaizawi 70' | [http://www.the-afc.com/en/acl2012-schedule-results?fixtureid=6781&stageid=261&tMode=H&view=ajax&show=matchsummary (enlace roto disponible en Internet Archive; véase el historial, la primera versión y la última). Reporte] | Talebi 37' | Asistencia: 16.838 espectadores Árbitro(s): Peter Green (Australia) | Asistencia: 16.838 espectadores Árbitro(s): Peter Green (Australia) |

Al-Ahli ganó 4–1 en el global de la eliminatoria.
| 3 de octubre de 2012 | Bunyodkor                                          | 3 – 2 (t. s.) | Adelaide United         | JAR Stadium, Tashkent              |                                    |
|                      | Turaev 20' · Shorakhmedov 73' · Rakhmatullaev 114' |               | Ramsay 4' · Neumann 64' | Árbitro(s): Ali Abdulnabi (Baréin) | Árbitro(s): Ali Abdulnabi (Baréin) |

Bunyodkor ganó 5–4 en el global de la eliminatoria.
| 3 de octubre de 2012 | Al-Hilal | 0-4 | Ulsan Hyundai                                     | Prince Faisal bin Fahd Stadium, Riad |  |
|                      |          |     | Rafinha 24', 26' · S.W. Kim 54' · Keun-Ho Lee 64' |                                      |  |

Ulsan Hyundai ganó 5–0 en el global de la eliminatoria.

### Semifinales
Las semifinales se jugarán a doble partido, uno en casa y otro como visitante. Los partidos se llevarán a cabo los días 22 y 24 de octubre los de ida y el 31 de octubre los de vuelta.
| Equipo 1   | Agr. | Equipo 2      | Ida | Vuelta |
| ---------- | ---- | ------------- | --- | ------ |
| Al-Ittihad | 1–2  | Al-Ahli       | 1–0 | 0–2    |
| Bunyodkor  | 1–5  | Ulsan Hyundai | 1–3 | 0–2    |

#### Ida
| 22 de octubre de 2012, 20:00 (UTC+3) | Al-Ittihad | 1:0 (0:0) | Al-Ahli | Estadio Príncipe Abdullah al-Faisal, Jeddah                          |                                                                      |
|                                      | Hazazi 67' | [http://www.the-afc.com/en/acl2012-schedule-results?fixtureid=6768&stageid=261&tMode=H&view=ajax&show=matchsummary (enlace roto disponible en Internet Archive; véase el historial, la primera versión y la última). Reporte] |         | Asistencia: 17.050 espectadores Árbitro(s): Abdullah Balideh (Catar) | Asistencia: 17.050 espectadores Árbitro(s): Abdullah Balideh (Catar) |

| 24 de octubre de 2012, 18:00 (UTC+5) | Bunyodkor     | 1:3 (1:1) | Ulsan Hyundai                                     | Estadio JAR, Tashkent                                                              |                                                                                    |
|                                      | Ibrokhimov 5' | [http://www.the-afc.com/en/acl2012-schedule-results?fixtureid=6770&stageid=261&tMode=H&view=ajax&show=matchsummary (enlace roto disponible en Internet Archive; véase el historial, la primera versión y la última). Reporte] | Rafinha 31' · Kim Shin-wook 53' · Lee Keun-ho 72' | Asistencia: 7.500 espectadores Árbitro(s): Ali Al Badwawi (Emiratos Árabes Unidos) | Asistencia: 7.500 espectadores Árbitro(s): Ali Al Badwawi (Emiratos Árabes Unidos) |

#### Vuelta
| 31 de octubre de 2012, 19:30 (UTC+9) | Ulsan Hyundai                       | 2:0 | Bunyodkor | Estadio Mundialista de Ulsan, Ulsan                                  |                                                                      |
|                                      | Shin-Wook Kim 53' · Keun-Ho Lee 73' | [http://www.the-afc.com/en/acl2012-schedule-results?fixtureid=6771&stageid=261&tMode=H&view=ajax&show=matchsummary (enlace roto disponible en Internet Archive; véase el historial, la primera versión y la última). Reporte] |           | Asistencia: 7.864 espectadores Árbitro(s): Abdulrahman Abdou (Catar) | Asistencia: 7.864 espectadores Árbitro(s): Abdulrahman Abdou (Catar) |

El Ulsan Hyundai clasifica a la final tras un global de 5-1

| 31 de octubre de 2012, 20:00 (UTC+3) | Al-Ahli                  | 2:0 | Al-Ittihad | Estadio Príncipe Abdullah al-Faisal, Jeddah                          |                                                                      |
|                                      | Al Musa 43' · Simões 83' | [http://www.the-afc.com/en/acl2012-schedule-results?fixtureid=6769&stageid=261&tMode=H&view=ajax&show=matchsummary (enlace roto disponible en Internet Archive; véase el historial, la primera versión y la última). Reporte] |            | Asistencia: 17.200 espectadores Árbitro(s): Yuichi Nishimura (Japón) | Asistencia: 17.200 espectadores Árbitro(s): Yuichi Nishimura (Japón) |

El Al-Ahli clasifica a la final tras un global de 2-1

### Final
La final de la Liga de Campeones de la AFC se disputó a partido único el 10 de noviembre de 2012.
| 10-11-2012 19:30 UTC+09:00 | Ulsan Hyundai                                       | 3–0     | Al-Ahli | Ulsan Munsu Football Stadium, Ulsan                      |                                                          |
|                            | Kwak Tae-Hwi 13' · Rafinha 68' · Kim Seung-Yong 75' | Reporte |         | Asistencia: 42,153 espectadores Árbitro(s): Ben Williams | Asistencia: 42,153 espectadores Árbitro(s): Ben Williams |

| Ulsan Hyundai | Al-Ahli |

| Ulsan Hyundai: 4–3–3 |    |                      |     |     |
|                      |    |                      |     |     |
| ARQ                  | 1  | Kim Young-Kwang      |     |     |
| DEF                  | 2  | Lee Yong             |     |     |
| DEF                  | 4  | Kang Min-Soo         | 31' |     |
| DEF                  | 5  | Kwak Tae-Hwi         |     |     |
| DEF                  | 14 | Kim Young-Sam        |     | 68' |
| MED                  | 8  | Lee Ho               |     | 46' |
| MED                  | 13 | Kim Seung-Yong       |     |     |
| MED                  | 20 | Julián Estiven Vélez |     |     |
| DEL                  | 9  | Kim Shin-Wook        |     |     |
| DEL                  | 11 | Lee Keun-Ho          |     |     |
| DEL                  | 19 | Rafinha              | 79' | 88' |
| Substitutos          |    |                      |     |     |
| ARQ                  | 18 | Kim Seung-Gyu        |     |     |
| DEF                  | 3  | Lee Jae-Seong        |     | 68' |
| DEF                  | 22 | Choi Bo-Kyung        |     |     |
| MED                  | 7  | Ko Chang-Hyun        |     |     |
| MED                  | 17 | Go Seul-Ki           |     | 46' |
| DEL                  | 10 | Maranhão             |     | 88' |
| DEL                  | 21 | Lee Seung-Yeoul      |     |     |
| Entrenador           |    |                      |     |     |
| Kim Ho-Gon           |    |                      |     |     |

| Al-Ahli: 5-3-2 |    |                       |       |     |
|                |    |                       |       |     |
| ARQ            | 22 | Abdullah Al-Mayouf    |       |     |
| DEF            | 2  | Kamel Al-Mor          |       |     |
| DEF            | 4  | Waleed Bakshween      |       | 71' |
| DEF            | 16 | Haider Al-Amer        |       |     |
| DEF            | 21 | Ageel Balghaith       |       |     |
| DEF            | 47 | Mustafa Al-Bassas     | 90+2' |     |
| MED            | 3  | Jairo Palomino        |       |     |
| MED            | 5  | Moataz Al-Musa        | 66'   | 72' |
| MED            | 8  | Taisir Al-Jassim      |       | 86' |
| DEL            | 7  | Victor Simões         |       |     |
| DEL            | 20 | Amad Al Hosni         |       |     |
| Substitutos    |    |                       |       |     |
| ARQ            | 1  | Yasser Al Mosailem    |       |     |
| DEF            | 28 | Jufain Al-Bishi       |       |     |
| MED            | 10 | Diego Alberto Morales |       | 86' |
| MED            | 14 | Mohammad Massad       |       |     |
| MED            | 24 | Abdulrahim Jaizawi    |       | 71' |
| MED            | 26 | Mohsen Al-Eisa        |       | 72' |
| DEL            | 11 | Essa Al-Mehyani       |       |     |
| Entrenador     |    |                       |       |     |
| Karel Jarolím  |    |                       |       |     |

## Campeón
|                                         |
| Bandera de Corea del Sur                |
| Campeón Ulsan Hyundai F. C. 1.er título |